# Il-Gżira Manoel
Il-Gżira Manoel är en ö i Malta. Den ligger i kommunen Il-Gżira, i den östra delen av landet i huvudstaden Valletta. Arean är 0,30 kvadratkilometer.
Öns högsta punkt är 251 meter över havet. Från ön finns en bro till huvudön.